# Волтер Крайслер
Во́лтер Кра́йслер (англ. Walter Chrysler; 2 квітня 1875 — 18 серпня 1940) — американський підприємець, засновник корпорації «Крайслер».
Попри те, що Крайслер написав книгу — «Життя американського робітника», інформації про самого автора вельми небагато: він працював механіком на залізниці, цікавився велосипедами й першими мотоциклами, ремонтував їх.
1912 року Крайслер перейшов у компанію Б'юїк, а вже 1916 року очолив її, посівши посаду президента.
Ще через три роки Крайслер став віцепрезидентом концерну «Дженерал Моторз», куди входила фірма «Б'юїк».
У 1920–1924 роках Крайслер працював над реорганізацією компаній Willys-overland і Maxwell Chalmers.
Усі ці роки Крайслер мріяв про створення власного автомобіля, у якому він міг би втілити весь свій багатий досвід та власні ідеї про технічну досконалість автомобіля і комфорт. Знайомство з трьома інженерами — Фредом Зедером, Овеном Скелтоном і Карлом Бреєром — допомогло реалізувати ці плани. На виробничих майданчиках, що звільнилися того часу через банкрутство «Chalmers», був зібраний перший автомобіль. Ним став Chrysler 70. Цей автомобіль мав надзвичайний успіх у США. Першого ж року було продано понад 32 тисяч машин.
Представлений у 1924 році автомобіль мав гідравлічні гальма на всіх чотирьох колесах, а також шестициліндровий двигун з високим на ті часи ступенем стиснення.
1926 року був випущений комфортніший варіант Chrysler Foyr, а потім вже і Chrysler Imperial Six.